# 盖尔布伦
盖尔布伦是德国巴伐利亚州的一个市镇。总面积4.58平方公里，总人口6480人，其中男性3142人，女性3338人（2011年12月31日），人口密度1 415人/平方公里。